# Андрушул-де-Жос
Андрушу́л-де-Жос (Нижній Андрушул, Нижній Андруш, рум. Andrușul de Jos) — село в Кагульському районі Молдови, утворює окрему комуну.